# Neogoniolithon clavacymosum
Neogoniolithon clavacymosum Adey, Townsend & Boykins, 1882  é o nome botânico  de uma espécie de algas vermelhas pluricelulares do gênero Neogoniolithon, família Corallinaceae, subfamília Mastophoroideae.
- São algas marinhas encontradas em Samoa Americana.

## Sinonímia
- Não apresenta sinônimos.